# Egisto Volterrani
Egisto Volterrani detto Egi (Torino, 31 maggio 1937 – Torino, 10 maggio 2017) è stato un architetto, traduttore, scenografo, cuoco e intellettuale italiano.
Presidente del Teatro Stabile di Torino dal 1975 al 1984, è stato anche pittore, incisore, scrittore e grafico. Ha collaborato a lungo con riviste d'arte, di architettura e di letteratura e con diversi quotidiani.

## Biografia[1]

### Attività di intervento sul territorio e nelle arti visive
Formatosi attraverso la collaborazione con gli studi di Nicola Diulgheroff, Gabriele Manfredi e Alberto Todros, Franco Berlanda, Giovanni Astengo e con la partecipazione e direzione in strutture professionali collettive (COPER di Roma, ASCO di Brazzaville), ha sviluppato la sua attività professionale di architetto e urbanista, autonoma dal 1969, in Italia e all'estero (Medio Oriente, Africa mediterranea e sub-sahariana, e Antille).
Nel 1993 per The Aga Kahn award for Architecture e per la Triennale di Milano ha preparato e allestito, nella sede milanese della stessa Triennale, una grande esposizione retrospettiva Omaggio a Hassan Fathy, il grande architetto-demiurgo egiziano.
Dal 1979 al 1986 ha diretto un'équipe internazionale di pianificazione territoriale e urbanistica (ASCO) nella Repubblica Popolare del Congo (Brazzaville), partecipando prima con la redazione del Piano Territoriale alla definizione del Piano Quinquennale 1982-1986 di quel Paese, poi (dall'82 all'86) allo studio e alla progettazione dei programmi attuativi.
Nello stesso periodo, l'équipe ASCO da lui diretta è stata attiva in modi diversi in altri 11 paesi. Del gruppo ASCO hanno fatto parte importanti esperti italiani tra cui: Franco Berlanda, Guido Morbelli, Ruggero Cominotti, Liliana Treves, Marina Storaci, Giuseppe Giordanino, Loris Florio, Mino Turvani, Roberto Gandus, Anna Gilibert, Ugo Mattei, Bruno Contini, e alcuni altri; inoltre è stato importante il contributo al gruppo di lavoro della geografa francese prof. Josy Richez Battesti, docente dell'Università di Aix-Marseille. 
Documentano la sua attività artistica e di architetto numerosi premi nazionali e internazionali. Tra i concorsi, è segnalato per la Casa di riposo di Bra (CN), il Piano Regolatore e piano turistico di Antalya (Turchia), l'Università Abdel Aziz di Jeddah (Arabia Saudita) e altri. 
Per il FED, in Mauritania, ha sviluppato studi per il recupero di una biblioteca medievale sepolta dal Sahara a Chinguetti, e il progetto di ristrutturazione dell'ospedale di Kaédi (dell'architetto Fabrizio Carola).
Sue opere sono presenti in collezioni pubbliche e private in Italia e all'estero. Si ricordano le sculture e i progetti realizzati per i monumenti ai Caduti della Resistenza di Melle (CN) e ai Caduti delle Forze Sanitarie nell'Ospedale Militare Augusto Riberi di Torino. Pittore, incisore (personali a Torino, nel '52, '58, '62, '67, '70, a Aix-en-Provence e Arles nel '66, ...), grafico, illustratore, scultore, scenografo e architetto, ha insegnato per alcuni anni Architettura teatrale e Arte scenica alla Scuola di Scenografia dell'Accademia Albertina di Belle Arti di Torino. Successivamente ha insegnato Prossemica e Prossemantica e tenuto corsi su Spazio e finzione dello spazio alla Scuola di teatro e di specializzazione dell'attore del Teatro Stabile della Città di Torino, diretta da Gian Renzo Morteo e Beppe Bartolucci.
Del Teatro Stabile di Torino, dal 1964 è stato membro del Consiglio Amministrativo; poi, brevemente direttore, cura l'allestimento di I Cattedratici di Nello Sàito, con la regia di Gualtiero Rizzi; invita a Torino il Café La Mama, il Grand Magic Circus e The Footsbar Theatre); infine ne è responsabile per la gestione, come Presidente dal 1975 al 1984. 
Ha tenuto corsi e seminari su contratto, a Torino presso il BIT (Bureau International du Travail) e anche presso diverse università e istituzioni culturali in Italia e all'estero (Urbino, Aix-Marseille, Brazzaville).
Dal 1983 al 1994 ha fatto parte del Consiglio di Amministrazione e, dal 1987 al 1994, del Consiglio di Presidenza della Camera di Commercio Italo-Araba in Italia. Nel 1992 e 1993 è stato Presidente del Consorzio delle imprese italiane per la ricostruzione del Kuwait.
Dal 1985 al 2000 è stato presidente del Centro culturale italo-arabo di Torino, Dar al Hikma. Dal 1986 è presidente dell'associazione culturale Le nuove muse. Con queste associazioni e come presidente e direttore artistico dell'Ente Festival Internazionale del Nuovo Teatro (Festival di Chieri, manifestazione riconosciuta “di interesse nazionale e sovrannazionale” con decreto del Ministero dei Beni Culturali), ha realizzato (con la collaborazione di Sergio Toffetti) festival di cinema (cinema africano, cinema arabo, cinema della Nuova Zelanda), di musica (musica dell'Africa Mediterranea, Raï di Orano), e di teatro africano (con la collaborazione di Claudio Gorlier, Sergio Zoppi, Ruggero Bianchi) in diverse città italiane (Torino, Roma, Messina, Milano, Napoli), con compagnie provenienti dal Congo, dall'Angola, dal Malawi, dal Madagascar, dalla Nigeria, dalla Tunisia, ecc. e con la partecipazione di autori come Wole Soyinka, Sylvain Bemba, Sony Labou Tansi, Francis Bebey, Ben Tomoloju, Tahar Ben Jelloun, Habib Tengour, Pepetela, Viphya Harawa, Edge Kanyongolo, David Kerr, Rowland Mbvundula, Charlotte-Harrisoa Rafénomanjato, ecc.
Ha anche organizzato importanti esposizioni degli editori africani al Salone del libro di Torino nel 1989, dei fondi fotografici sull'Africa della Biblioteca Reale di Torino nel 1990, del giocattolo africano al Centro Gioco Educativo di Milano nel 1992, dei fotografi del Maghreb nel quadro della Biennale di Torino Fotografia del 1994; e la mostra Le pietre di Tenguenengue, sculture d'artisti africani contemporanei, presso l'Archivio di Stato di Torino, nel 1999.
Dal 1994 al 1997, ha fatto parte del Consiglio Direttivo del Centro piemontese di Studi Africani, del quale, dal 2002 al 2005, è stato membro del Comitato scientifico e del Comitato di redazione. Dall'anno 2000 è responsabile dei corsi di Francofonia e di traduzione dal francese in italiano della Scuola europea di traduzione letteraria (SETL, Scuola post-universitaria attivata in Piemonte, Trentino-Alto Adige, Toscana e Campania, diretta da Magda Olivetti).
In occasione del G8 di Genova, nel 2001, per l'Istituzione per i servizi culturali della Città di La Spezia, diretta da Antonello Pischedda, ha organizzato il colloquio internazionale di scrittori Il Potere della Letteratura, del quale ha curato la pubblicazione degli atti. Nell'anno 2002 è stato incaricato del corso di Teoria e pratica della traduzione della poesia per il Master di Poesia dell'Università di Urbino, coordinato da Umberto Piersanti. Dal 2002 è anche membro del Comitato scientifico e del Comitato di Redazione di Paesi Arabi, rivista della Camera di Commercio Italo-Araba. Dal 2004 al 2006, è stato presidente del Collegio Italiano dei Traduttori Letterari Europei, di Procida .
Nel 2006 ha costituito, con alcuni amici, la casa editrice internazionale "Le nuove muse", della quale è stato direttore editoriale e per la quale ha curato diverse pubblicazioni.

### L'attività di traduttore
Ha curato la traduzione di più di 150 saggi, romanzi, opere teatrali, raccolte di racconti o di poesie, poemi di autori prevalentemente francofoni, di differenti aree culturali.
Tra i testi curati, tradotti e pubblicati:
- di Sony Labou Tansi:
  - Les sept solitudes de Lorsa Lopez - Le sette solitudini di Lorsa Lopez, Torino, Einaudi, 1986;
  - Moi, Cléopâtre, veuve de l'Empire - Io, Cleopatra, vedova dell'Impero, in Teatro Africano II, Roma, Bulzoni, 1989;
  - L'Anté-peuple - Nemico del popolo, Milano, Epoché, 2003;
  - L'état honteux - Lo stato vergognoso, Torino, Le Nuove Muse, 2006
- di Tahar Ben Jelloun, per Einaudi, Torino, tra il 1987 e il 1999
  - L'enfant de sable - Creatura di sabbia
  - La nuit sacrée - Notte fatale
  - Jour de silence à Tanger - Giorno di silenzio a Tangeri
  - La réclusion solitaire - Le pareti della solitudine
  - Écrivain public - Lo scrivano
  - L'ange aveugle - Dove lo stato non c'è
  - La soudure fraternelle - L'amicizia
  - Les yeux baissés - A occhi bassi
  - La nuit des erreurs - Lo specchio delle falene
  - Stelle velate (antologia dell'opera poetica)
  - L'auberge des pauvres - L'albergo dei poveri
- dello stesso autore per Bompiani, Milano, tra il 1993 e il 1999:
  - L'homme rompu - Corrotto
  - Le premier amour est toujours le dernier - L'ultimo amore è sempre il primo?
  - Les raisins de la galère - Nadia
  - Le racisme expliqué à ma fille - Il razzismo spiegato a mia figlia
  - La plus haute des solitudes - L'estrema solitudine
- dello stesso autore per altri editori:
  - La fiancée de l'eau - La fidanzata dell'acqua, Roma, Bulzoni, 1989
  - La remontée des cendres - Dalle ceneri. Genova, Il Melangolo, 1991
- di Amin Maalouf, per Bompiani, Milano:
  - Le rocher de Tanios - Col fucile del console d'Inghilterra, 1995
  - Les escales du levant - Gli scali del levante, 1997
  - Les périple de Baldassar - Il periplo di Baldassarre, 2000
  - Le premier siècle après Béatrice - Il primo secolo dopo Beatrice, 2001
  - Origines - Origini, 2004
- di Christophe Bataille, per Il Melangolo, Genova:
  - Annam - Annam, 1995
  - Absinthe - Assenzio, 1996
- di Predrag Matvejevič:
  - Sarajevo, Napoli, Magma, 1995
  - Mediterraneo, Milano, Federico Motta editore, 1996
  - Entre asile et exile - Tra asilo e esilio, Milano, Garzanti, 1997
  - Le monde ex - Il mondo ex, Milano, Garzanti, 1998
- di Patrick Rambaud:
  - La bataille - La battaglia, Milano, Bompiani, 1998
  - Et il nageait - C'era la neve, Milano, Bompiani, 2001.
- di Thierry Fabre:
  - Le regard français - Lo sguardo francese, Messina, Mesogea, 2000
- di Lydie Salvayre:
  - Les belles âmes - Le anime belle, Torino, Bollati & Boringhieri, 2002
- di Abdelwahab Meddeb:
  - La maladie de l'Islam - La malattia dell'Islam, Torino, Bollati Boringhieri, 2003
- di Kateb Yacine:
  - Le cercle des représailles - Il cerchio delle rappresaglie, Milano, Epoché, 2003.
- di Ahmadou Kourouma:
  - Allah n'est pas obligé - Allah non è mica obbligato, Roma, E/O, 2002
  - Monnè, outrages et défis - Monnè, oltraggi e provocazioni, Milano, Epoché, 2005
- di Rachid Boudjedra:
  - Funérailles - Cerimoniale, Milano, Epoché, 2004
- di Lilia Zaouali:
  - L'Islam à table - L'Islam a tavola, Bari, Laterza, 2004
- di Arnaud Cathrine:
  - Les yeux secs - Con gli occhi asciutti, Torino, Bollati & Boringhieri, 2005
- di Lyonel Trouillot:
  - Thérèse en mille morceaux - Teresa in mille pezzi, Milano, Epoché, 2005
- di Lewis Desoto:
  - A Blade of Grass - Coltelli d'erba, Milano, Bompiani, 2006
- di Emmanuel Dongala:
  - Les feux des origines - L'uomo di vento, Milano, Epoché, 2005
- di Habib Tengour:
  - La sandale d'Empédocle - Il sandalo d'Empedocle, Genova, S. Marco de' Giustiniani, 2006

Per la sua attività di traduttore gli sono stati attribuiti premi nazionali (Alberobello 1998, Cavallini 1999, Giuseppe Malattia 2000) e internazionali (Arti senza frontiere, Trieste 2002). Ha fatto parte del comitato di esperti del Ministero dei Beni e delle Attività culturali per la traduzione e la diffusione del libro e della lettura.
È stato consulente editoriale di importanti case editrici (Einaudi, Bompiani, Bollati & Boringhieri, Tullio Pironti, Ananke, Epoché), lo è per altre (Ilisso, Falcone) per la francofonia e per le letterature d'Africa, del bacino del Mediterraneo, del Medio Oriente e delle Antille. Ha collaborato al Catalogo della mostra realizzata alla GAM di Torino Africa - Capolavori da un Continente, (Skira, Firenze, 2003), traducendo tra l'altro i testi redatti per quel catalogo da Ahmadou Kourouma e una ventina di poesie di poeti africani. Per il catalogo della mostra Marc Chagall, allestita nel 2004 alla GAM di Torino, ha tradotto 20 poesie di Marc Chagall.

### L'attività di scenografo e di scrittore di sceneggiature
Tra gli allestimenti scenici: I Cattedratici, di Nello Saito, per il Teatro Stabile di Torino, Torino (1970); Una stagione all'inferno, di Arthur Rimbaud, Teatro Carignano di Torino, (2000), per il Gruppo teatrale di Anna Cuculo.
Ha adattato per la scena i romanzi di Tahar Ben Jelloun Creatura di sabbia e Notte Fatale, nella versione rappresentata al Festival di Parma 1989, con la regia di Daniele Abbado e l'interpretazione di Giovanna Bozzolo e Moni Ovadia; ha tradotto e adattato per la scena Il sandalo di Empedocle di Habib Tengour, rappresentato al festival di Erice del 1993 con l'interpretazione di Carla Tatò e la regia di Roberto Guicciardini. Più recentemente ha adattato per la scena Il cerchio delle rappresaglie di Kateb Yacine, con la collaborazione del drammaturgo Piero Ferrero (2003). 
Nel 1996, per l'ETI (Ente Teatrale Italiano), ha preparato i testi di riferimento per il progetto I Porti del Mediterraneo diretto da Marco Baliani.
Ha scritto (con Marzia Spanu) il testo teatrale Le crociate dalla parte degli Arabi, liberamente tratto da testi di Amin Maalouf, pubblicato da PrimaFila nel giugno 2003 e messo in scena nello stesso mese al Teatro della Tosse di Genova con la regia di Consuelo Barilari e l'interpretazione di Elia Schilton.
Più recentemente, un suo testo teatrale, Federico II - Notte di presagi, è stato messo in scena con l'interpretazione di Paolo Bonacelli, diretto da Consuelo Barilari.
Con Erri De Luca ed altri, ha partecipato alla sceneggiatura del film di Armando Ceste "Porca Miseria", interpretandone una parte (2006). Nel 2006 e nel 2007 ha scritto testi per azioni di balletto della compagnia di danza Belfioredanza, diretta da Maria Cristina Fontanelle.
Nel 2007 ha scritto la sceneggiatura del film "Amoremorte" di Armando Ceste, interpretando la parte principale. Questo film è stato presentato in concorso al 25º Torinofilmfestival. Successivamente presente in molte rassegne, è stato invitato al Paris Festival Cinéma 2008 e presentato al festival di Bellaria (2009).

### L'attività di scrittore
Ha scritto e pubblicato saggi, raccolte di novelle e di fiabe e curato antologie:
- Teatro africano I, Torino, Einaudi, 1988;
- Teatro africano II, Roma, Bulzoni, 1989;
- Dove lo stato non c'è - racconti italiani, con Tahar Ben Jelloun - Torino, Einaudi, 1992;
- Fiabe nordiche, Trieste, E-elle, 1995;
- Dedica a Amin Maaoluf, Pordenone, Assoprosa, 2002;
- Dedica a Vassili Vassilikos, Pordenone, Assoprosa, 2003;
- Dedica ad Assia Djebar, Pordenone, Assoprosa, 2004.

Nel 2007 ha pubblicato una piccola raccolta di testi poetici: "Amore-ricette". Nel 2009, presso le Edizioni "Blu" di Torino, ha pubblicato una raccolta di scritti con il titolo "FRATTAGLIE, ricette dell'amor perduto".

### L'attività di giornalista
Ha collaborato con diverse riviste d'arte, d'architettura, di letteratura, tra le quali Urbanistica, Domus, Problemi del Socialismo, Sipario, Nuova Società, Hystrio, Linea d'ombra, Paesi Arabi, Scrivere, Panta, Lumières (Montréal), Passages d'encres (Parigi), L'indice dei libri del mese, RivaRossa, Si scrive, Atlas (Istanbul).
Ha collaborato saltuariamente, generalmente sulle pagine culturali e su temi dell'interculturalità e delle identità etno-culturali, con i quotidiani La Stampa di Torino, la Repubblica di Roma, Il Mattino di Napoli.
È stato direttore della rivista di cultura internazionale EUROs, rassegna di vita europea e mediterranea.

## Filmografia
- Amoremorte, regia di Armando Ceste - soggetto e sceneggiature (2007)

## Premio Internazionale Egisto Volterrani
Dal 2019, si concedono i premi internazionali Egisto Volterrani presso il Salone del Libro di Torino. Ci sono quattro categorie:
- Saggistica
- Cultura e Società
- Narrare il Mondo
- Cultura e Nuovi Media
Nell'edizione dei premi 2023, i premiati sono stati: Massimiliano Beneggi, per “Non chiamateci Vallette” (Saggistica); Luigi Berzano, per “Senza più la domenica” (Cultura e Società); Freddie Del Curatolo, per “Nairobi” (Narrare il Mondo); e Renata Cantamessa, per il podcast “Buongiornezza” (Cultura e Nuovi Media).